# Distretto di Grevenmacher
Il distretto di Grevenmacher è stato uno dei tre distretti del Granducato di Lussemburgo.

## Geografia
Confina a ovest con il distretto di Lussemburgo, a nord-ovest con il distretto di Diekirch, a nord e a est con i Länder tedeschi della Renania-Palatinato e della Saarland  e a sud con il dipartimento francese della Mosella.
La superficie è di 525 km² e la popolazione nel 2012 era di 62 818 abitanti. Il capoluogo è Grevenmacher. Ha un reddito pro capite di 57.800$.

## Suddivisioni
Comprende 3 cantoni e 24 comuni:
1. Echternach
  - Beaufort
  - Bech
  - Berdorf
  - Consdorf
  - Echternach
  - Rosport-Mompach
  - Waldbillig
2. Grevenmacher
  - Betzdorf
  - Biwer
  - Flaxweiler
  - Grevenmacher
  - Junglinster
  - Manternach
  - Mertert
  - Wormeldange
3. Remich
  - Bous
  - Dalheim
  - Lenningen
  - Mondorf-les-Bains
  - Remich
  - Schengen[2] (nel 2012 ha assorbito i comuni di Burmerange e Wellenstein)[3].
  - Stadtbredimus
  - Waldbredimus